# Pandora

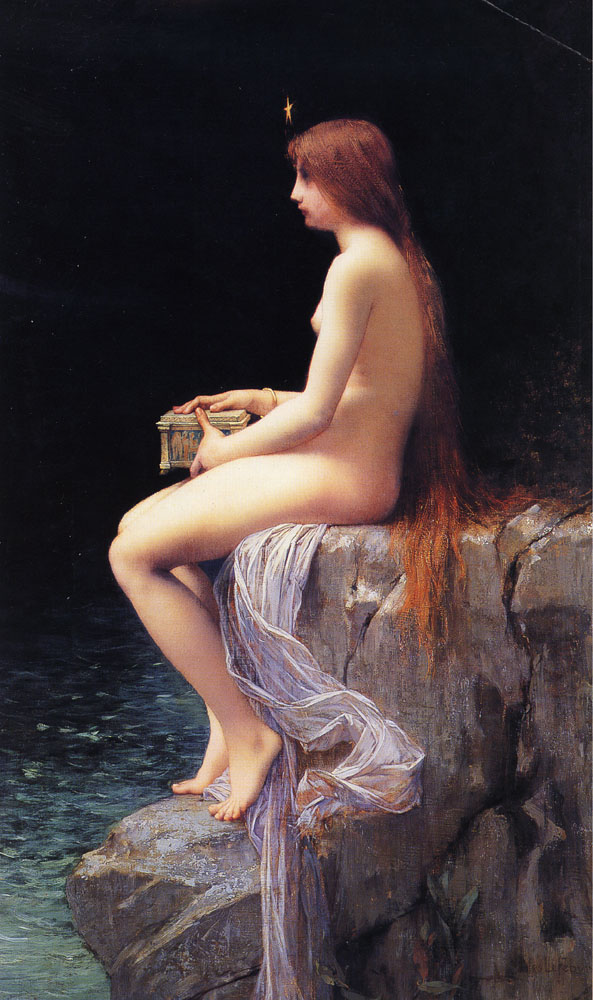
Jules Joseph Lefebvre: Pandora, 1882

Trong Thần thoại Hy Lạp, Pandora (tiếng Hy Lạp cổ, Πανδώρα, bắt nguồn từ πᾶς là "tất cả" và δῶρον "món quà") được cho là người phụ nữ đầu tiên, được làm ra từ đất sét. Pandora xuất hiện trong một số phiên bản thần thoại được ghi chép với những chi tiết không giống nhau. Trong phiên bản được biết đến rộng rãi nhất, thần thoại của Hesiod, Zeus ra lệnh cho con trai là thần Thợ Rèn tài hoa Hephaestus nặn ra cô, một người đàn bà vô cùng xinh đẹp, thanh tú và kiều diễm. Cô có tiếng nói thánh thót như chim, sức sống bừng bừng, rạo rực như hơi thở hừng hực của lửa nóng ở lò rèn. Thân hình cô mềm mại như một làn sóng biển, uyển chuyển như một giống cây leo, sáng ngời như ánh trăng rằm, long lanh như những hạt sương chưa tan buổi sớm. Pandora xinh đẹp tuyệt vời, trí tuệ và quyến rũ đã ra đời như một sự trừng phạt loài người vì sự đánh cắp lửa của Prometheus. Cô được gửi xuống chung sống cùng Epimetheus, em trai Prometheus dưới trần gian, cùng với một chiếc bình đậy kín. Thuần túy do tính tò mò, một ngày Pandora đã mở chiếc bình và từ trong bình tất cả các tai họa và những điều xấu xa bay ra và lan tràn mặt đất. Pandora vội đậy bình lại và chỉ còn lại Hy Vọng nằm lại ở đáy bình với con người. Theo Hesiod, đây là nguồn gốc của mọi tai ương trên đời. Đây là câu chuyện thuộc mô típ mạt thế luận phổ biến trong các truyền thống văn hóa khác, chẳng hạn câu chuyện quả táo của Eva. 
Các phiên bản khác cho rằng chiếc bình của Pandora mang những điều tốt đẹp mà Pandora làm biến mất thay vì tai ương như trong Biến hình của Ovid hoặc chứa cả hai như trong Illiad của Homer , và một số truyện cho rằng Pandora là vợ của Prometheus. Ý nghĩa của câu chuyện cũng còn gây tranh cãi trong các học giả hiện đại.
Vào thế kỉ 16, học giả Erasmus khi dịch sự tích sang tiếng Latin đã dịch sai từ chiếc bình (tiếng Hy Lạp: pithos) thành pyxis (chiếc hộp), dẫn đến cách nói "Chiếc hộp Pandora" như ngày nay.